# Palutaja
Koordinaten: 58° 5′ N, 26° 46′ O
Palutaja ist ein Dorf (estnisch küla) im Südosten Estlands. Es gehört zur Landgemeinde Kanepi (bis 2017 Kõlleste) im Kreis Põlva.
Das Dorf hat 29 Einwohner (Stand 31. Dezember 2011). Es liegt östlich des Flusses Leevi (Leevi jõgi).